# Olympische Sommerspiele 1968/Teilnehmer (Ghana)
| Gelbes Symbol für Goldmedaillen mit stilisierten Olympischen Ringen | Graues Symbol für Silbermedaillen mit stilisierten Olympischen Ringen | Braundes Symbol für Bronzemedaillen mit stilisierten Olympischen Ringen |
| ------------------------------------------------------------------- | --------------------------------------------------------------------- | ----------------------------------------------------------------------- |
| —                                                                   | —                                                                     | —                                                                       |

Ghana nahm an den Olympischen Sommerspielen 1968 in Mexiko-Stadt, Mexiko, mit einer Delegation von 31 Sportlern (30 Männer und eine Frau) teil.

## Teilnehmer nach Sportarten

### Leichtathletik

#### Frauen
- Alice Annum
200 m: Erste Runde
Weitsprung: 22. Platz in der Qualifikation

#### Männer
- James Addy
200 m: Viertelfinale
4 × 100 m Staffel: Halbfinale

- Mike Ahey
100 m: Viertelfinale
4 × 100 m Staffel: Halbfinale
Weitsprung: 13. in der Finalrunde

- John Ametepey
800 m: Erste Runde

- Johnson Amoah
Dreisprung: 24. Platz in der Qualifikation

- Sam Bugri
400 m: Halbfinale

- Edward Owusu
4 × 100 m Staffel: Halbfinale

- William Quaye
400 m Hürden: Erste Runde
4 × 100 m Staffel: Halbfinale

### Boxen
- Prince Amartey
Halbmittelgewicht: 9. Platz
- Joseph Destimo
Fliegengewicht: 5. Platz
- Emmanuel Lawson
Halbweltergewicht: 17. Platz
- Joe Martey
Leichtgewicht: 33. Platz
- Aaron Popoola
Weltergewicht: 17. Platz
- Adonis Ray
Schwergewicht: 9. Platz
- Sulley Shittu
Bantamgewicht: 9. Platz

### Fußball
- Herren
9. Platz

- Kader
Oliver Acquah
Charles Addo-Odametey
George Alhassan
Jones Atuquayefio
John Eshun
Robert Foley
Abukari Gariba
Amosa Gbadamosi
Malik Jabir
Jonathan Kpakpo
Bernard Kusi
Jon Bortey Noawy
Kofi Osei
Sammy Sampene
Ibrahim Sunday
Joseph Wilson